# Chouliarádes
Chouliarádes, en grec moderne : Χουλιαράδες, est un village du dème des Tzoumérka-du-Nord, district régional de Ioánnina, en Épire, Grèce.
Selon le recensement de 2011, la population du village s'élève à 140 habitants.
La localité abrite un centre d'information pour les visiteurs du parc national de Tzoumérka-Achelóos-Ágrafa-Météores.